# Ной-Дувенштедт
Ной-Дувенштедт (нем. Neu Duvenstedt) — община в Германии, в земле Шлезвиг-Гольштейн. 
Входит в состав района Рендсбург-Эккернфёрде. Подчиняется управлению Виттензе.  Население составляет 136 человек (на 31 декабря 2010 года). Занимает площадь 5,71 км².